# Limnocnida cymodocea
Limnocnida cymodocea är en nässeldjursart som beskrevs av Jordaan 1933. Limnocnida cymodocea ingår i släktet Limnocnida och familjen Olindiasidae. Inga underarter finns listade i Catalogue of Life.